# Martin Turnovský
Martin Turnovský (* 29. September 1928 in Prag; † 19. Mai 2021 in Wien) war ein tschechischer Dirigent.

## Leben und Wirken
Er studierte an der Prager Musikakademie unter der Leitung des ehemaligen Chefdirigenten der Tschechischen Philharmonie Karel Ančerl und später bei George Szell. Im Jahr 1958 gewann er den ersten Preis beim Internationalen Dirigenten-Wettbewerb in Besançon (Frankreich).
Von 1963 bis 1966 war er Chefdirigent des Radio-Sinfonie-Orchesters in Pilsen, danach wurde er für zwei Spielzeiten Chefdirigent der Sächsischen Staatskapelle Dresden und Generalmusikdirektor an der Staatsoper Dresden (1966–1968). In den Jahren 1960–1968 war er auch ständiger Gastdirigent der Tschechischen Philharmonie und ständiger Dirigent der Philharmonie Brünn.
Martin Turnovský zählte zu den bekanntesten Dirigenten der Tschechoslowakei. In dieser produktiven Zeit machte er Schallplatten-Aufnahmen mit der Tschechischen Philharmonie und den Prager Symphonikern, seine Aufnahme der Vierten Symphonie von Bohuslav Martinů wurde mit dem Schallplattenpreis Grand Prix du Disque ausgezeichnet.
Nach dem Einmarsch von Truppen der Warschauer-Pakt-Staaten in die Tschechoslowakei infolge des Prager Frühlings im August 1968 wanderte Turnovský nach Österreich aus und erhielt die österreichische Staatsbürgerschaft. Nach seiner Emigration dirigierte er verschiedene Orchester und wurde Direktor der Norwegischen Staatsoper in Oslo (1975–1980) und musikalischer Leiter der Oper Bonn (1979–83). Er war u. a. beteiligt an Opernproduktionen der Deutschen Oper Berlin, der Staatsoper Stuttgart, der Königlichen Oper in Stockholm, des Théâtre du Capitole Toulouse, der Welsh National Opera.
Turnovský musizierte unter anderem mit
- den New Yorker Philharmonikern,
- dem Cleveland Orchestra,
- dem Detroit Symphony Orchestra,
- dem London Philharmonic Orchestra,
- dem Symphonieorchester des Bayerischen Rundfunks,
- dem Orchestre de la Suisse Romande,
- den Wiener Symphonikern,
- den Bamberger Symphonikern,
- dem Toronto Symphony Orchestra,
- dem City of Birmingham Symphony Orchestra,
- dem Royal Liverpool Philharmonic Orchestra,
- dem Sinfonieorchester Gunma (als Ehrendirigent)
- dem Tokyo Metropolitan Symphony Orchestra.

Nach der Samtenen Revolution von 1989 kehrte er nach Prag zurück und wurde von 1992 bis 1996 Chefdirigent des Prager Symphonie Orchesters (FOK). Von 1990 bis 1996 war er Professor und Leiter der Dirigentenklasse an der KUG (Universität für Musik und darstellende Kunst Graz).
1999 erhielt Turnovský das Österreichische Ehrenkreuz für Wissenschaft und Kunst I. Klasse.